# 義竹 (大字)
義竹，原稱義竹圍，是臺灣嘉義縣義竹鄉的一個傳統地域名稱，也是全鄉行政中心所在地，位於該鄉中部偏東，並延伸至東南側邊界地帶的中段。相較於今日行政區，其範圍大致包括義竹村、岸腳村西南部、傳芳村不含北端及東北端、仁里村、六桂村不含南部中段及東段、頭竹村東部邊界地帶。

## 歷史
台灣日治初期，義竹地區為一街庄，稱為「義竹圍庄」，隸屬於龍蛟潭堡。該庄北與新庄為鄰，東北側凹入地區與角帶圍庄為鄰，東南邊凸出部分的東北至東南，以及本體的南邊隔八掌溪分別與岸內庄、下中庄為界，西邊為頭竹圍庄、埤仔頭庄。
1901年（日治明治三十四年）11月11日，全台廢縣廳改設二十廳，該庄隸屬於鹽水港廳。1904年（明治三十七年）4月1日，該庄編入「岸內區」，隸屬於鹽水港廳。1906年（明治三十九年）4月1日，該庄改編入鹽水港廳「東後藔區」。1909年（明治四十二年）10月25日，全台合併二十廳為十二廳，東後藔區改隸屬於嘉義廳。1920年（大正九年）10月1日，全台地方制度大改正，廢十二廳改設五州二廳，該庄改制並簡化為「義竹」大字，隸屬於臺南州東石郡義竹庄。
戰後義竹庄改制為義竹鄉，隸屬於臺南縣，大字亦改制為村。1950年10月25日，雲、嘉、南分治，義竹鄉改隸屬嘉義縣。

## 聚落
本地區發展較早的聚落有二竹圍（義竹）、北勢堀、竹圍仔、三塊厝（已消失）、刣狗堀、北路藔（已消失）等，在日治期初期的官方地圖上已有記載。此外，本地區尚有傳芳、岸腳等聚落。

## 交通
省道台19線又稱「中央公路」，是彰化縣彰化至台南市永康的幹道，經過本地區岸腳、義竹兩聚落。由該道路北行可前往朴子市、六腳鄉、雲林縣北港鎮、元長鄉等地，南行可前往臺南市鹽水區、學甲區、佳里區、西港區等地。
縣道163號是嘉義市市區至嘉義縣布袋鎮好美里的道路，經過本地區岸腳、義竹兩聚落，其中岸腳至義竹路段與省道台19線共線。由該道路東北行可前往鹿草鄉、水上鄉、嘉義市西區，並止於縣道159號路口；西南行可前往布袋鎮，並止於好美里。
縣道172號是布袋鎮布袋市區至中埔鄉澐水的道路，經過本地區竹圍仔、北勢堀、傳芳、義竹等聚落，其中義竹以南至縣市界路段與省道台19線共線（共線路段延伸至鹽水市區南郊）。由該道路西行可前往布袋鎮，並止於布袋市區；東行可前往臺南市鹽水區、新營區、後壁區南部、白河區、嘉義縣中埔鄉，並止於省道台3線路口。
鄉道嘉26線是北港仔至義竹的道路。
鄉道嘉28線是新庄至義竹的道路。

## 學校
- 義竹國中
- 義竹國小